# Daewoo Espero
De Daewoo Espero (in sommige Spaanssprekende landen Daewoo Aranos genoemd) was een personenauto van het Koreaanse automerk Daewoo.    

## Ontwikkeling
Technisch gezien was de Espero gebaseerd op de Opel Ascona C (GM J-platform) die in de zomer van 1981 werd uitgebracht, maar hij had een eigen, door Bertone ontworpen carrosserie. Bij de ontwikkeling nam Daewoo van Bertone een carrosserieontwerp over dat eerder was afgewezen door Citroën en bedoeld was voor de opvolger van de Citroën BX. Hierdoor is in een aantal carrosseriedelen de stijl herkenbaar van de Citroën Xantia. 

## Geschiedenis
Het model werd in Zuid-Korea gebouwd van herfst 1991 tot zomer 1999. De grootste concurrent van de Espero op de Koreaanse thuismarkt was de Hyundai Sonata. Van februari 1995 tot juni 1997 werd de Espero ook in West-Europa verkocht. In Oost-Europa werd de Espero geassembleerd bij Rodae en Daewoo Motor Polska en op sommige markten ook verkocht als Chevrolet. 
Met een lengte van 4,61 meter was de Daewoo Espero een middenklasse model dat in tegenstelling tot de Opel Ascona, die ook werd geleverd als hatchback, alleen verkrijgbaar was als vierdeurs sedan. Gedurende de gehele productieperiode was de Espero er met verschillende GM-benzinemotoren van 1,5 liter (88-75 pk), 1,8 liter (90-95 pk) of 2,0 liter (101-110 pk).

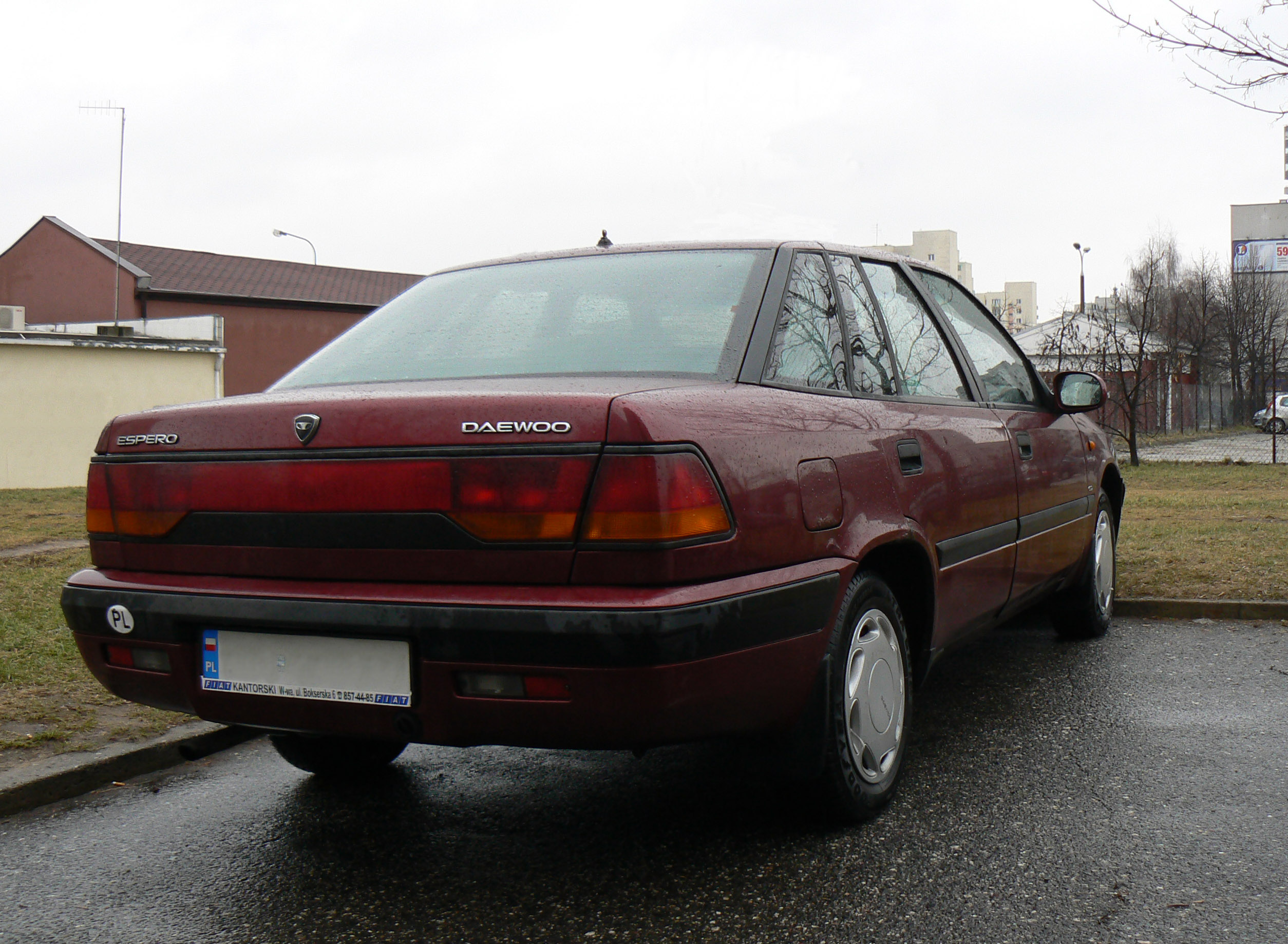
Achteraanzicht

De Espero werd in 1997 vervangen door de Daewoo Leganza.
Niet meer geproduceerd: Espero · Evanda · Lanos · Leganza · Lublin · Nexia · Tico
Verder geproduceerd onder noemer Chevrolet: Kalos · Lacetti · Matiz · Nubira · Tacuma